# Женев'єв Падалекі
Женев'є́в Падале́кі (англ. Genevieve Padalecki), до шлюбу Женев'є́в Корте́з (англ. Genevieve Cortese; нар. 8 січня 1981, Сан-Франциско, Каліфорнія) — американська акторка, відома за роллю Вероніки у фільмі «Ненависний» (2012) та за ролями в телесеріалах — Кріс Фурілло («Дикий вогонь») і демониця Рубі («Надприродне»).

## Біографія
Народилася 8 січня 1981 року в Сан-Франциско, Каліфорнія. Вона італійського (від діда по батькові), німецького, бельгійського (фламандського), англійського та французького походження. У неї є молодші брати, Джонні та Бен, і сестра Сара.
Майбутня акторка зростала за межами Сан-Франциско, поки їй не виконалося 13 років. Її батьки вирішили переїхати до гірськолижного містечка Вайтфіш, штат Монтана. Через рік родина вирушила в подорож і опинилася в Сан-Веллі, штат Айдахо, яке Женев'єв вважає своїм рідним містом.
Має ступінь бакалавра мистецтв і ступінь бакалавра образотворчих мистецтв з драматургії; навчалася в Тішській школі мистецтв Нью-Йоркського університету.

## Кар'єра
Перший акторський досвід отримала в телевізійній рекламі для взуттєвого магазину в Нью-Йорку.
Перед своїм теледебютом Женев'єв була відома як театральна акторка. Вона виступала на регіональному рівні в п'єсах «Сон літньої ночі», «Пролітаючи над гніздом зозулі», «Злочини серця».
Справжнім проривом для акторки стала роль демониці Рубі в четвертому сезоні т/с «Надприродне». Вона знову з'явилася в телесеріалі, але в ролі самої себе (підписана в титрах, як Женев'єв Падалекі), в 2011 році під час епізоду «Помилка по-французьки».
Після народження першої дитини в 2012 році Женев'єв припинила акторствувати. Останнім проектом став х/ф «Ненависний» (2012). Проте в 2020 році вона повернулася до ролі Рубі на один епізод у т/с «Надприродне».

## Особисте життя
Зріст акторки — 1,61 м. Її улюблені книжки — «Лоліта» та «Звук і лють». Інтереси включають акторську майстерність, сноубординг, серфінг, футбол, біг і читання.
Познайомилася зі своїм чоловіком Джаредом Падалекі на зйомках т/с «Надприродне». Вийшла заміж за нього 27 лютого 2010 р. у Сан-Веллі, штат Айдахо. 10 жовтня 2011-го пара оголосила, що вони чекають свою першу дитину. 19 березня 2012 року Женев'єв народила сина, Томаса Колтона Падалекі. Друга дитина — Остін Шепард Падалекі — народилася 22 грудня 2013 року. 17 березня 2017 року народилася дочка Одетт Елліот Падалекі.
Пара проживає в Остіні, штат Техас, з трьома дітьми.

## Фільмографія
| рік       | Назва                            | оригінальна назва               | роль                                                           |
| --------- | -------------------------------- | ------------------------------- | -------------------------------------------------------------- |
| 2004      | Заручники пустелі                | Mojave                          | Ембер                                                          |
| 2005      | Мертва зона                      | The Dead Zona                   | Хлоя Грін/ Лора Тірні (1 епізод)                               |
| 2005      | Американські дітки               | Kids in America                 | Ешлі Гарріс                                                    |
| 2005      | Розгадана (відео)                | Unraveled                       |                                                                |
| 2006      | Холодна піца                     | Cold Pizza                      | камео (1 випуск)                                               |
| 2006      | Геніальні ідеї Бікфорда Шмеклера | Bickford Shmeckler`s cool ideas | повія                                                          |
| 2006      | Життя кортке                     | Life is Short                   | Ешлі                                                           |
| 2007      | Солоні горішки                   | Salted Nuts                     | Джен                                                           |
| 2005-2008 | Дикий вогонь                     | Wildfire                        | Кріс Фурилло (головна роль)                                    |
| 2008-2011 | Надприродне                      | Supernatural                    | демониця Рубі (12 епізодів 4-го сезону) і камео в епізоді 6.15 |
| 2009-2010 | Проблиски майбутнього            | Flashforward                    | Трейсі Старк                                                   |
| 2012      | Ненависний                       | Hated                           | Вероніка                                                       |
| 2021      | Вокер                            | Walker                          | Емілі Вокер                                                    |

## Нагороди і номінації
| Рік  | Нагорода (фестиваль)                                  | Категорія (нагорода)           | Примітки        | Результат |
| ---- | ----------------------------------------------------- | ------------------------------ | --------------- | --------- |
| 2013 | Голлівудський фестиваль незалежного кіно FirstGlance  | Найкраща акторка               | Ненависний      | Перемога  |
| 2013 | Ньюпортський міжнародний кінофестиваль (Уельс)        | Нагорода глядачів              | Ненависний      | Перемога  |
| 2013 | Фестиваль жіночого незалежного кіно                   | Найкраща акторка-оповідачка    | Ненависний      | Перемога  |
| 2012 | Нагорода кінофестивалю Phenom                         | Найкраща акторка               | Ненависний      | Перемога  |
| 2012 | Нагорода фестивалю Reel Independent Film Extravaganza | Найкраща акторка головної ролі | Ненависний      | Номінація |
| 2011 | Нагорода Вільямсбурзького міжнародного кінофестивалю  | Найкраща акторка               | Ненависний[що?] | Перемога  |